# مارتینا والتر
مارتینا والتر (انگلیسی: Martina Walther؛ زادهٔ ۵ اکتبر ۱۹۶۳) قایقران روئینگ اهل آلمان شرقی بود.